# Rosty Ferenc
Barkóczi Rosty Ferenc (1718 – Kám, Vas vármegye, 1790. február 4.) Vas vármegye alispánja és országgyűlési követe, királyi tanácsos, táblabíró, földbirtokos.

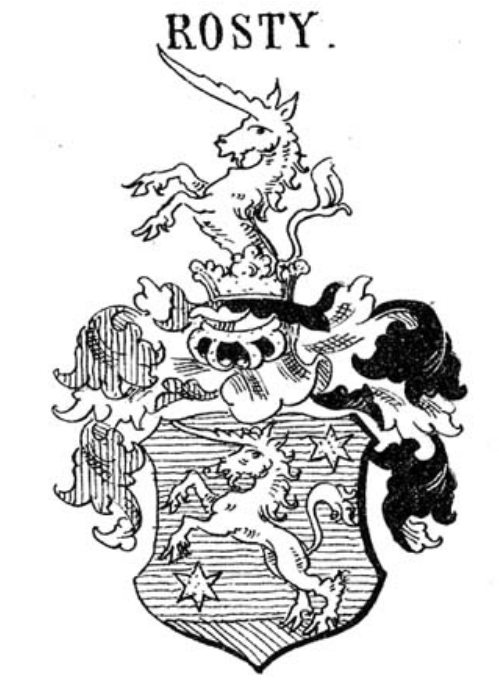
A barkóczi Rosty család címere

## Családja és származása
Rosty Ferenc a Vas vármegyei nemesi származású barkóczi Rosty családban született. Édesapja barkóczi Rosty László (fl. 1710–1730) a kőszegi járás főszolgabírója, földbirtokos, édesanyja a zalalövői Csapody családból való zalalövői Csapody Mária (fl. 1710–1714) úrnő volt. Az anyai nagyszülei zalalövői Csapody István (†1703), győri lovas alparancsnok, a lövői várkapitány, és az ősrégi és tekintélyes osztopányi Perneszy családból való Perneszy Zsófia (fl. 1651–1702) voltak; Csapody Istvánné osztopáni Perneszy Zsófia szülei osztopáni Perneszy István (fl. 1647–†1663), a zalalövői vár főkapitánya, földbirtokos és nyéki Rauch Zsuzsanna voltak. Anyja révén nagybátyja Gábor György (másképp szalapatakai Nagy György) (fl. 1687–1715), Zala vármegye alispánja, országgyűlési követe, földbirtokos, akinek a neje zalalövői Csapody Katalin (fl. 1710–1728) volt. A vér szerinti anyai nagybátyja zalalövői Csapody Ferenc (1689–1762) Vas vármegye főszolgabírája, nagyszombati kerületi táblai ülnök, földbirtokos volt. Rosty Ferencnek három testvére volt: Rosty János (1717–1762); Rosty Anna Mária (1722–1784), akinek a férje boldogfai Farkas Ferenc (1713–1770) zalai másodalispán, földbirtokos; és Rosty Katalin, akinek a férje szalapatakai Nagy Mihály (1706–1756), királyi tanácsos, zalai alispán, földbirtokos. Rosty Ferenc és sógora, boldogfai Farkas Ferenc zalai alispán, közti igen sűrű levelezése megmaradt, amely a közeli baráti kapcsolatukra utal. Az apai nagybátyja Rosty István (fl. 1710–†1744), királyi tanácsos, 1730 és 1744 között Vas vármegye alispánja és országgyűlési követe, földbirtokos.

## Élete
Édesapja halála után a még nagyon fiatal Rosty Ferenc az 1739-ben létrejött családi vagyon elosztásban a jáki kastélyt és jószágok felét kapta meg, valamint Csében két egésztelkes jobbágyot (a kastélybeli jogosultságokkal), a salomvári szőlőbirtokok felét, valamint a Pácsod prediumban szántókat, réteket is. Jogi tanulmányai befejezésével a vármegye közigazgatásába lépett. 1742-ben vasi alszolgabíró, 1749-ben adópénztárnok és egyben táblabíró, majd később házi pénztárnok volt.
Három egymás utáni ízben Vas vármegye alispánjává választották: először 1757.-ben Zarka István mellett, utána 1762.-ben balázsfalvi Orosz Ignác mellett, és 1772.-ben Horváth Ferenc mellett. 1764. február 14.-én Mária Terézia magyar királynő tanácsosi címet adományozott neki. Rosti Ferenc 1764. évi június hó első napjaiban költözött fel Pozsonyba, egyelőre Sallér István követtársa nélkül. Vas vármegye követe volt az 1764–65-ös pozsonyi országgyűlésen. Leveleiből, irataiból kitűnik, hogy öntudatosultak benne a paternalista érzelmek, és benne volt észrevehető a korszak újabb vonásában, az hogy, a megye teljes lakosságát képviselte. Lokál patriotának is nevezhető, mivel hazája után rögtön utána a vármegyének is hűséget fogadott. Egy paszkvillus szerint, a császár által javasolt adóemeléseknek Rosty Ferenc nagy ellenzője lett és nem csak a haza, hanem a szegény adózó nép védelmezőjének ismerték. Rosty Ferencről Bezerédj István követtársa kiemelte az országgyűlés tagjairól szóló névtelen röpiratból, azt hogy, "Kopasz, görbe kobakú, nagypofájú vörös ember volt".
Az úrbérrendezés korában, Rosty Ferenc alispán 9 úrbéri birtokkal rendelkezett és 578 úrbéri holdja volt összesen. Lakóhelye Jákon volt, és a legnagyobb ingatlana a 201 úrbéri holdas földbirtoka volt Kámon. Összesen 42 jobbágya volt és 27 zsellére.
A második felesége, bajáki Bajáky Katalin, 1782. november 22.-én hunyt el 60 évesen és ünnepélyes temették el az osztopáni Perneszy család jáki kriptájában. Rosty Ferenc 1790. február 4.-én Kámon hunyt el 72 évesen és a jáki családi kriptában temették el.

## Házasságai és leszármazottjai
Első felesége balásfalvi Orosz Mária (*Győr, 1720. december 11.–†Ják, 1751. április 19.), balásfalvi Orosz Ferenc (1675-1739) győri szolgabíró, földbirtokos, és Lassek Erzsébet (1691–1733) lánya. A menyasszonynak a fivére balásfalvi Orosz Ignác (1709–1772), királyi tanácsos, kerületi táblai ülnök, Vas vármegye alispánja, földbirtokos volt. Rosty Ferenc és balásfalvi Orosz Mária házasságából származott:
- Rosty Pál Jakab (*Ják, 1745. július 10. –†Ivánc, 1810. október 26.), táblabíró, főhadnagy, elítélt magyar jakobinus. Neje: nedeczei Nedeczky Anna (1764-1839). Dédunokájuk, báró Eötvös Loránd.
- Rosty Gábor Ferenc (*Ják, 1746. szeptember 26.–†Ják, 1747. szeptember 13.)
- Rosty Anna (*Ják, 1747. augusztus 15.–†)
- Rosty Borbála Julianna (*Ják, 1750. január 22.–†Ják, 1772. március 30.)
- Rosty Boldizsár (*Ják, 1751. április 19.–†)

Első felesége halála után, 1752. május 15-én Felsőoszkón bajáki Bajáky Katalin (*1726–†Ják, Vas vármegye, 1782. november 22.) kisasszonyt, akinek a szülei bajáki Bajáky Mihály (1671–1734), vasi főszolgabíró, földbirtokos és niczki Niczky Mária (1698-1759) voltak. A menyasszonynak az apai nagyszülei bajáki Bajáky György, vasi szolgabíró, földbirtokos és lukafalvi Zarka Mária; az anyai nagyszülei Niczky Boldizsár, földbirtokos és Barabáés Orsolya voltak. Rosty Ferenc és Bajáky Katalin frigyéből született:
- Rosty Katalin Rozália (*Ják, 1753. augusztus 30.–†Ötvös, 1787. október 10.).[17] Férje: mezőszegedi Szegedy Ignác (*Pápa, 1736. január 24. –† Ötvös, Zala vármegye, 1796. szeptember 16.) Zala vármegye alispánja, földbirtokos, királyi tanácsos, Vas- és Zala megyék táblabírája. Rosty Katalin mezőszegedi Szegedy Róza édesanyja volt.
- Rosty Anna Petronella (*Ják, 1755. március 29.–†Ják, 1759. február 4.)
- Rosty Mária (*Ják, 1757. július 4.–†)
- Rosty János Vince (*Ják, 1759. július 21.–†Kőszeg, 1810. szeptember 15.), hahóti apát, keszthelyi plébános.
- Rosty Ferenc György (*Ják, 1762. április 23.–†Ják, 1767. február 2.)

## Származása
| barkóczi Rosty Ferenc (1718. –†Kám, Vas vármegye, 1790. február 4. ) Vas vármegye alispánja és követe, királyi tanácsos, táblabíró, földbirtokos. | Apja: barkóczi Rosty László (fl. 1710-1730) Vas vm. főszolgabírája, földbirtokos | Apai nagyapja: barkóczi Rosty István (fl.1684.–†1718) gróf Batthyány család jószágkormányzója (bonorum prefectus), földbirtokos      | Apai nagyapai dédapja: barkóczi Rosty János (fl. 1632–1650) földbirtokos, 1632-ben szerzett armálist (Szülei: Rosty Miklós és Petretich Ilona ) |
| barkóczi Rosty Ferenc (1718. –†Kám, Vas vármegye, 1790. február 4. ) Vas vármegye alispánja és követe, királyi tanácsos, táblabíró, földbirtokos. | Apja: barkóczi Rosty László (fl. 1710-1730) Vas vm. főszolgabírája, földbirtokos | Apai nagyapja: barkóczi Rosty István (fl.1684.–†1718) gróf Batthyány család jószágkormányzója (bonorum prefectus), földbirtokos      | Apai nagyapai dédanyja: fületinczi Kelcz Anna (fl. 1650) (Szülei: Keltz János, deklesini harmincados, földbirtokos és czitaróczi Czitaróczy Magdolna) |
| barkóczi Rosty Ferenc (1718. –†Kám, Vas vármegye, 1790. február 4. ) Vas vármegye alispánja és követe, királyi tanácsos, táblabíró, földbirtokos. | Apja: barkóczi Rosty László (fl. 1710-1730) Vas vm. főszolgabírája, földbirtokos | Apai nagyanyja: jobbágyi Jobbágyi Regina (fl. 1691-1694)                                                                             | Apai nagyanyai dédapja: jobbágyi Jobbágyi Jeremiás (fl. 1636-1649) németújvári tiszttartó, földbirtokos (Szülei: jobbágyi Jobbágyi János, szalónaki uradalmi tiszttartó, 1610-ben szerzett armálist, földbirtokos és Blaskovics Mária) |
| barkóczi Rosty Ferenc (1718. –†Kám, Vas vármegye, 1790. február 4. ) Vas vármegye alispánja és követe, királyi tanácsos, táblabíró, földbirtokos. | Apja: barkóczi Rosty László (fl. 1710-1730) Vas vm. főszolgabírája, földbirtokos | Apai nagyanyja: jobbágyi Jobbágyi Regina (fl. 1691-1694)                                                                             | Apai nagyanyai dédanyja: Rainbolt Regina (fl. 1649) |
| barkóczi Rosty Ferenc (1718. –†Kám, Vas vármegye, 1790. február 4. ) Vas vármegye alispánja és követe, királyi tanácsos, táblabíró, földbirtokos. | Anyja: zalalövői Csapody Mária (fl. 1710-1714)                                   | Anyai nagyapja: zalalövői Csapody István (fl. 1663–1702) (†c.1702) törökverő, a zalalövői vár utolsó főkapitánya, zalai földbirtokos | Anyai nagyapai dédapja: nemes Csapody István (fl. 1626) 1626-ban szerzett armálist, földbirtokos (Szülei: Chiapody alias Szabó Pál, és Helena asszony) |
| barkóczi Rosty Ferenc (1718. –†Kám, Vas vármegye, 1790. február 4. ) Vas vármegye alispánja és követe, királyi tanácsos, táblabíró, földbirtokos. | Anyja: zalalövői Csapody Mária (fl. 1710-1714)                                   | Anyai nagyapja: zalalövői Csapody István (fl. 1663–1702) (†c.1702) törökverő, a zalalövői vár utolsó főkapitánya, zalai földbirtokos | Anyai nagyapai dédanyja: ? |
| barkóczi Rosty Ferenc (1718. –†Kám, Vas vármegye, 1790. február 4. ) Vas vármegye alispánja és követe, királyi tanácsos, táblabíró, földbirtokos. | Anyja: zalalövői Csapody Mária (fl. 1710-1714)                                   | Anyai nagyanyja: osztopáni Perneszy Zsófia (fl. 1651–1702)                                                                           | Anyai nagyanyai dédapja: osztopáni Perneszy István († c. 1661) a zalalövői vár főkapitánya, zalai és somogyi földbirtokos (Szülei: osztopáni Perneszy Ferenc, lövői kapitány, Zala vármegye alispánja, országgyűlési követe, földbirtokos és szombathelyi és rajki Zombathely Zsófia, akinek az apja Zombathely György, a magyar királyi kamarának a tanácsosa, Moson vármegye alispánja) |
| barkóczi Rosty Ferenc (1718. –†Kám, Vas vármegye, 1790. február 4. ) Vas vármegye alispánja és követe, királyi tanácsos, táblabíró, földbirtokos. | Anyja: zalalövői Csapody Mária (fl. 1710-1714)                                   | Anyai nagyanyja: osztopáni Perneszy Zsófia (fl. 1651–1702)                                                                           | Anyai nagyanyai dédanyja: nyéki Rauch Zsuzsanna (fl. 1657) (Szülei: nyéki Rauch Dániel, nedelici főharmincados és Fürnberg Anna Jusztina) |